# Région de l'est (Singapour)

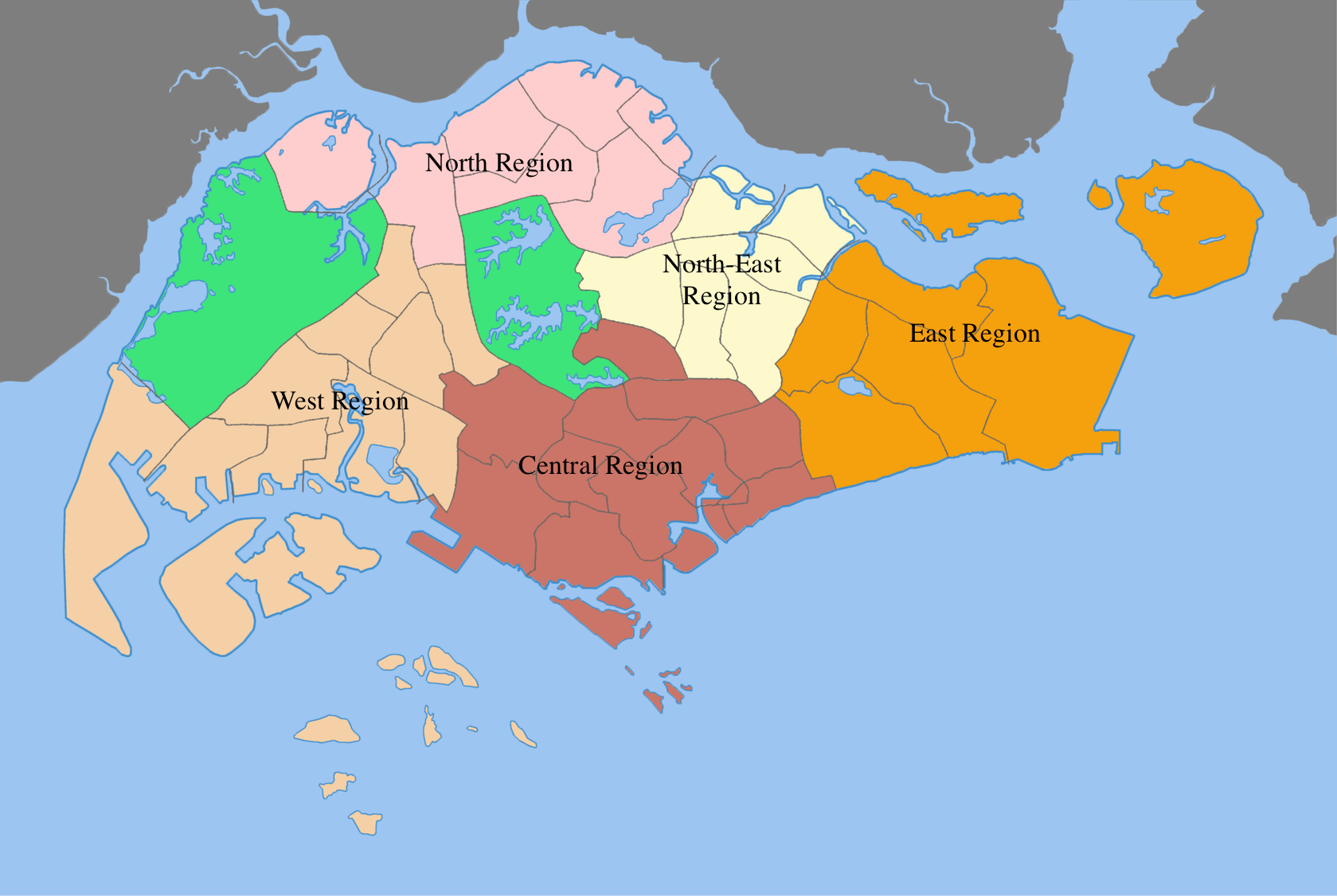
La région de l'est est en orange sur cette carte de Singapour

La Région de l'est est l'une des cinq régions qui constituent la cité-État de Singapour. Elle s'étend sur 93,1 km2 et comprend six zones de développement urbain (Bedok, Changi, Changi Bay, Paya Lebar, Pasir Ris et Tampines).